# Doppler (singolo)
Doppler è un singolo del cantautore italiano Tropico, pubblicato il 6 dicembre 2019.

## Video musicale
Il video, diretto da Megan Stancanelli, è stato reso disponibile il 17 dicembre 2019 attraverso il canale YouTube del cantautore.

## Tracce
Testi di Davide Petrella, musiche di Rosario Castagnola e Sarah Startuffo.
1. Doppler – 4:03